# Coccoderma
Coccoderma är ett utdött släkte av lobfeniga fiskar som levde under juraperioden. Fossil har hittats i USA. Den var liten, runt 27,5 cm lång. De hade mycket långa och vassa tänder. 